# Mohamed Fellag
Pour l’article ayant un titre homophone, voir Fellag.
Mohand Fellag, dit Mohamed Fellag (en arabe : محمد فلاق, en kabyle : Muḥend Saɛid Fellag) ou simplement Fellag ou parfois Mohamed Saïd Fellag, est un acteur, humoriste, metteur en scène et écrivain algérien d’expression kabyle, arabe et française né le 31 mars 1950 à Azeffoun en Algérie,.

## Biographie
Mohamed Fellag est né à Azeffoun (appelée alors Port-Gueydon) en Kabylie. Né d'une famille modeste — sa mère est femme au foyer, son père technicien en hydraulique et il a trois frères et trois sœurs dont il est l'aîné —, il ne parle que le kabyle jusqu'à ce que la famille s'installe à Alger alors qu'il a huit ans. Il apprend alors l'arabe algérien et le français.
Son père, militant FLN pendant la guerre, est tué dans un accident de voiture en 1965 lors d'une mission (le jeune Fellag a 15 ans).
Il fait des études de théâtre à l'Institut national d'art dramatique et chorégraphique d'Alger, situé à Bordj el Kiffan, de 1968 à 1972. À cet âge, dira Fellag, « c'était faire l'acteur ou le suicide ». 
Après avoir terminé ses études, il quitte l'Institut national et fonde sa compagnie avec d’anciens élèves, produisant des spectacles dans plusieurs théâtres d'Algérie. Ils écrivent des textes, partent en tournée, jouent dans les prisons, les usines, etc. N'y tenant plus sous le régime autoritaire de Boumédiène, il émigre au Québec en 1978, puis à Paris en 1982, vivant de petits emplois. En septembre 1985, il retourne en Algérie, « revoir Alger et reprendre ses rêves », et est engagé par le Théâtre national algérien pour interpréter L'Art de la comédie de Eduardo De Filippo. Il travaille en tant que comédien et metteur en scène et commence à écrire ses textes, dont son premier spectacle, Les Aventures de Tchop, en 1986. Il devient une vedette grâce à des performances mêlant berbère, arabe et français. À cette époque d'éphémère libéralisation qui précéda la décennie de guerre civile, il est le premier à oser plaisanter en public du président algérien et de la sécurité militaire. « À tous les niveaux, son numéro rompait avec les usages », raconte l'acteur Mustapha Laribi. Même au Maroc et en Tunisie, partout où la télévision nationale algėrienne — symbole absolu de la langue de bois officielle — est captée, le spectacle provoque un véritable séisme. Fellag se permet tout, rien ne l'arrête. Pour le peuple, il représente bien plus qu'un humoriste, il est adulé comme un véritable héros populaire.
En 1991, Babor Australia est créé en kabyle, puis joué en arabe algérien à Paris. Au théâtre de l'Europe en 1992, il est joué alternativement en kabyle et en arabe algérien. Babor Australia, actualisé en Un bateau pour l'Australie en 2002, est basé sur une rumeur évoquant l'arrivée prochaine à Alger d'un bateau australien supposé emmener des chômeurs pour leur procurer là-bas emploi et logement, rumeur qui provoqua une longue file d'attente devant l'ambassade d'Australie.
Il dirige quelque temps le théâtre de Béjaïa, à l'est d'Alger, en 1992-1993.
En pleine guerre civile algérienne, Fellag part en tournée en 1994 avec Babor Australia, en Algérie puis en Tunisie. À la fin de l'année, il s'établit à Tunis où il crée Delirium. En 1995, il s'exile à Paris. Il y écrit Djurdjurassique Bled, qui est représenté alternativement en kabyle et en arabe algérien. Puis, il l'adapte en français et ce premier spectacle dans la langue de Molière, créé en décembre 1997, lui vaut le prix du Syndicat de la critique 1997-1998, révélation théâtrale de l'année.
S'ensuivent alors de nombreux spectacles, dont le dernier, Bled Runner, produit pour la première fois en 2016 au Théâtre du Rond-Point à Paris et qui fera l'objet d'une longue tournée, est un florilège des scènes les plus marquantes de ses comédies.
Fellag, également acteur dans une vingtaine de films et auteur d'une dizaine de livres, a vécu avec la comédienne Marianne Épin, morte le 9 décembre 2017, qui a mis en scène plusieurs de ses derniers spectacles.

## Accueil critique
- Daniela Morella : « [S]es spectacles […] racontent avec un humour corrosif l'histoire et le présent tragique de l'Algérie ainsi que la vie en émigration, les difficultés quotidiennes, les tabous, les histoires de folie ordinaire, le désarroi individuel et collectif[10]. »

- Michèle Bourcet, Télérama : « Avec un humour dénué de tout manichéisme, Fellag porte un regard à la fois incisif et plein d'humanité sur ses concitoyens et sur nous, les Français. Un message plus que jamais indispensable[13]. »

- Fabienne Darge, Le Monde : « Un humour plein de poésie, de sens de l'absurde et surtout de tendresse. C'est irrésistiblement drôle[13]. »

- Albert Algoud, Le Canard Enchaîné : « Des souvenirs riches d'atmosphères, d'émotions intenses et de personnages pittoresques qui s'inscrivent dans l'histoire de tant d'espoirs déçus. Fellag, lui ne déçoit pas ![13]. »

- Julia Molkhou, LCI : « C'est tendre, intelligent, drôle et sans pareil[13]. »

- Sylvain Merle, Le Parisien : « Fellag fait du bien[13]. »

## Spectacles
- 1987 : Les Aventures de Tchop, à Alger
- 1989 : Cocktail Khorotov, spectacle en dialecte algérien, Petit Théâtre de Riadh-el-Fath, Alger
- 1990 : SOS Labès.
- 1991 : Un bateau pour l'Australie (Babor Australia), duquel a été tiré un DVD (2002)
- 1991 : Sinni, adaptation en kabyle par Mohya des Émigrés (pl) de Sławomir Mrożek au théâtre de Bougie
- 1994 : Delirium, à Tunis.
- 1995 : Djurdjurassic Park, Théâtre du Gymnase Marie-Bell, Paris
- 1997 : Djurdjurassique Bled, Théâtre international de langue française, Paris
- 2001 : Rue des petites daurades, Théâtre international de langue française, Paris
- 2002 : Le Syndrome de la page 12, Théâtre du Rond-Point à Paris
- 2003 : Che bella la vita !, Théâtre international de langue française, Paris
- 2003 : Opéra d’Casbah, « mise en images » Jérôme Savary, avec Fellag, Biyouna, Abdou Elaïdi, un orchestre arabo-andalou et des danseuses; Espace Saint-Jean (sous chapiteau), Marseille
- 2004 : Le Dernier Chameau mise en scène de Patrick Sommier, MC93 Bobigny, duquel a été tiré un DVD (2005), Théâtre des Bouffes du Nord, Paris
- 2007 : L'Ère des Ninjas et Djurdjurassic (Les Dinosaures)s spectacle en dialecte algérien et en français, Théâtre du Gymnase Marie-Bell
- 2008 : Tous les Algériens sont des mécaniciens, mise en scène de Marianne Épin et l'auteur, Les Nuits de Fourvière, Lyon
- 2011 : Petits Chocs des civilisations, mise en scène de Marianne Épin
- 2016 : Bled Runner, mise en scène de Marianne Épin

Metteur en scène
- 2008 : Comment réussir un bon petit couscous de Fellag, CNCDC (Centre national de création et de diffusion culturelles) de Châteauvallon, Ollioules (Var), interprété par Bruno Ricci
- 2008 : Tous les Algériens sont des mécaniciens, mise en scène avec Marianne Épin.

## Publications
- Djurdjurassique Bled, textes de scène, éd. JC Lattès, Paris, 1999, 197 pages,  (ISBN 2-7096-2106-1).
- Rue des petites daurades, roman, éd. JC Lattès, Paris, 2001.
- C'est à Alger, couverture de Slimane Ould Mohand, éd. JC Lattès, Paris, 2002,  (ISBN 2-70-962369-2)  — recueil de cinq nouvelles : La théorie des Dominos, datée Bab El Oued 1975 ; Le nègre de midi ; La balle ; Allô ! ; Alger-New York Fellag, C'est à Alger, JC Lattès, 3 avril 2002, 216 p. (ISBN 978-2-7096-3184-6, lire en ligne).
- Comment réussir un bon petit couscous suivi de Manuel bref et circoncis des relations franco-algériennes, éd. JC Lattès, Paris, 2003,  (ISBN 2-7096-2323-4).
- Le Dernier Chameau et autres histoires, nouvelles, éd. JC Lattès, Paris, 2004, rééd. J'ai Lu 2010,  (ISBN 978-2-290-00905-5).
- L'Allumeur de rêves berbères, illustrations de Slimane Ould Mohand, éd. JC Lattès, Paris, 2007,  (ISBN 978-2-7096-2670-5).
- « Le miroir de la mémoire commune », préface à Jacques Ferrandez, Dernière demeure, Casterman, 2007
- Le Mécano du vendredi, illustrations de Jacques Ferrandez, JC Lattès, Paris, 2010,  (ISBN 978-2-7096-3341-3).
- Un espoir, des espoirs, éd. JC Lattès, Paris, 2014,  (ISBN 978-2-7096-4772-4).

## Filmographie

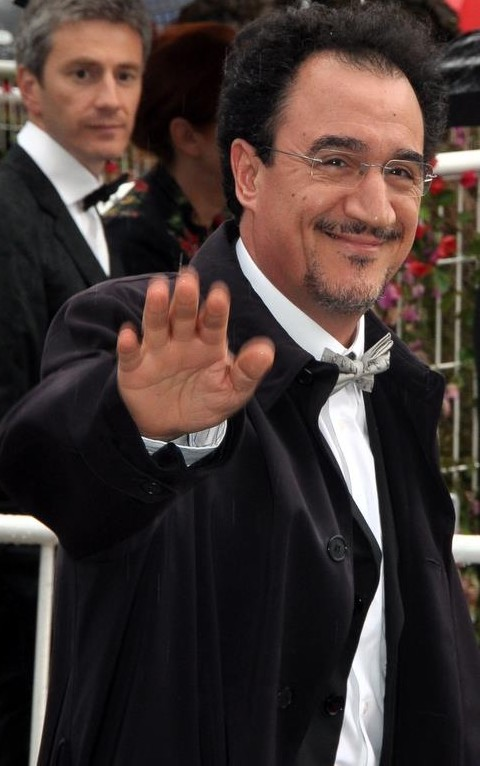
Mohamed Fellag au festival de Cannes 2012.

### Cinéma
- 1983 : Liberté, la nuit de Philippe Garrel - Mohand
- 1986 : Sombrero de Rabah Boubras
- 1988 : El-Khamsa de Belkacem Hadjadj
- 1989 : Hassan Niya
- 1990 : De Hollywood à Tamanrasset - Green Eagle
- 1998 : Le Gone du Chaâba de Christophe Ruggia
- 2001 : Inch'Allah dimanche de Yamina Benguigui
- 2002 : Fleurs de sang de Myriam Mézières
- 2003 : Momo mambo de Laïla Marrakchi
- 2005 : Voisins, voisines de Malik Chibane - Maklouf
- 2006 : Michou d'Auber de Thomas Gilou
- 2007 : L'Ennemi intime de Florent Emilio Siri
- 2009 : Les Barons de Nabil Ben Yadir
- 2010 : Il reste du jambon ? d'Anne Depétrini
- 2010 : Dernier étage, gauche, gauche d'Angelo Cianci
- 2011 : Le Chat du rabbin de Joann Sfar et Antoine Delesvaux - le Cheikh Sfar (voix)
- 2011 : Monsieur Lazhar de Philippe Falardeau
- 2012 : Zarafa de Rémi Bezançon et Jean-Christophe Lie (voix)
- 2012 : Ce que le jour doit à la nuit de Alexandre Arcady - Mohamed
- 2018 : Moi et le Che de Patrice Gautier

### Télévision
- 2005 : Rue des figuiers de Yasmina Yahiaoui
- 2008 : La Veuve tatouée de Virginie Sauveur
- 2010 : Ni reprise, ni échangée de Josée Dayan - Gérard
- 2013 : Je vous ai compris de Franck Chiche - Hakim, le père de Malika

## Radio
- Les 1001 histoires de Fellag, chronique diffusée le dimanche de septembre 2003 à juin 2004 sur France Culture[N 5],[16]

## Distinctions
- Prix du Syndicat de la critique 1998 : Prix de la révélation théâtrale de l'année pour Djurdjurassique Bled, Théâtre international de langue française, Paris[17]
- 2003 : prix Raymond-Devos de la langue française[18]
- 2003 : prix de la Francophonie, décerné par la Société des auteurs et compositeurs dramatiques (SACD)[19]
- 2003 : prix de l'Humour noir, pour Un bateau pour l’Australie[20].
- 2012 : prix Génie, interprétation masculine dans un premier rôle, Bachir Lazhar, dans le long métrage dramatique Monsieur Lazhar[21]
- Molières 2014: nomination au Molière seul(e) en scène pour Petits chocs des civilisations[22]